# Походження видів
«Похо́дження ви́дів шляхо́м приро́дного добо́ру або збере́ження о́браних рас у боротьбі́ за життя́» (англ. On the Origin of Species by Means of Natural Selection, or the Preservation of Favoured Races in the Struggle for Life) — праця англійського природознавця Чарльза Дарвіна, опублікована 24 листопада 1859 року, що є одним з найзнаменитіших творів в історії науки й основоположним у сфері еволюційного вчення.
У цій науковій праці Дарвін наводить довгий ланцюжок аргументів (one long argument) для підтвердження своєї теорії. Згідно з нею, групи організмів (називані сьогодні популяціями) поступово розвиваються завдяки природному добору. Саме в цій праці природний добір був вперше представлений широкій громадськості. Згодом сукупність принципів, викладених Дарвіном, почали називати дарвінізмом. Зокрема, Дарвін продемонстрував докладні наукові докази, зібрані під час його подорожі в Південну Америку, на Галапагоські острови і в Австралію на борту корабля Бігль, що тривала з 1831 по 1836 рік. Одночасно він спростовував теорію «створених видів» (created kinds), на якій ґрунтувалася вся біологія його епохи.
Книга була зрозумілою і пересічному читачеві й уже при першій публікації викликала великий інтерес. Перший тираж накладом 1250 екземплярів був розкуплений в перший день. Представлені в ній положення досі залишаються основою наукової теорії еволюції.
Номер 27 у Рейтингу 100 найкращих книг усіх часів журналу Ньюсвік.

## Ювілейне перевидання
1959 року видавництво Пенсільванського університету випустило ювілейне видання «Походження видів» за редакцію Морса Пекхема з підведенням варіантів перших шести прижиттєвих публікацій праці Дарвіна. Варіативний текст був призначений не для читання, а для дослідження розвитку думки, текстуальної історії перевидань. Пекхем підрахував, що в друге видання було внесено 7 % усіх авторських виправлень, в третє — 14 %, в четверте — 21 %, в п'яте — 29 % правок Дарвіна. У передмові Пекхем зазначає: «З понад 3878 речень першого видання, близько 3000 або 75 %, були переписані від одного до п'яти разів кожне. Було додано понад 1500 речень, і близько 325 оригінальних фраз були викреслені. Всього існує близько 7500 різного виду варіантів оригінальних і внесених раніше речень. Шосте видання на третину розлогіше за перше завдяки додаткам». Пекхем зробив висновок, що текст перевидань не перенабирався цілком, видавці змінювали тільки окремі рядки та параграфи, коли це було потрібно.

## Видання українською
- Дарвін Ч. Походження видів через природний добір або збереження сприятних порід у боротьбі за виживання / Пер. з шостого англ. вид. В. Державіна. За ред. і передм. І. М. Полякова. — Харків: Держвидав, 1936. — 674 с.
- Дарвін Ч. Походження видів. — Київ—Харків: Державне видавництво сільськогосподарської літератури УРСР, 1949. — 444 с.
- Дарвін Ч. Р. Походження видів шляхом природного відбору або збереження порід у боротьбі за життя [Текст]: [пер. з англ.] / Чарльз Дарвін. — Л. : Федерація органічного руху України, 2009. — 544 с. — (Серія «Бібліотека журналу ORGANIK UA» ; кн. 2)